# جورج دوفال
جورج دوفال (بالفرنسية: Georges Duval)‏ هو صحفي وكاتب مسرحي وشاعر فرنسي، ولد في 2 فبراير 1847 في باريس في فرنسا، وتوفي بنفس المكان في 23 سبتمبر 1919.

## وصلات خارجية
- جورج دوفال على موقع IMDb (الإنجليزية)
- جورج دوفال على موقع قاعدة بيانات برودواي على الإنترنت (الإنجليزية)